# Gentianopsis doluchanovii
Gentianopsis doluchanovii är en gentianaväxtart som först beskrevs av Aleksandr Alfonsovitj Grossgejm, och fick sitt nu gällande namn av N.N. Tsvelev. Gentianopsis doluchanovii ingår i släktet strandgentianor, och familjen gentianaväxter. Inga underarter finns listade i Catalogue of Life.